# Nymphaea thiona
Nymphaea thiona är en näckrosväxtart som beskrevs av Daniel Bertram Ward. Nymphaea thiona ingår i släktet vita näckrosor, och familjen näckrosväxter. Inga underarter finns listade i Catalogue of Life.